# Katzirz Béla
Katzirz Béla (Budapest, 1953. április 27. –) magyar labdarúgó, kapus, ügyvéd. Pécsett nyitott ügyvédi irodát. Fia, Katzirz Dávid válogatott kézilabdázó.

## Pályafutása

### Klubcsapatban
1963-ban két bátyja vitte le az Ércbányász pályára. A Pécsi MSC 1973-as megalakulásakor került új csapatához, ahol 1983-ig védett. Ezután három évig a portugál bajnokságban szerepelt, kétszer harmadikok, egyszer másodikok lettek.

### A válogatottban
A magyar válogatottban 22 alkalommal védett 1978 és 1983 között. Az 1982-es spanyolországi világbajnokságon szereplő csapat tagja.
Az első vidéki játékos, aki hosszabb ideig - másfél évig - a válogatott csapatkapitánya volt.

### A közéletben
1985-ben a PTE-n jogi diplomát szerzett.
A 2002-es önkormányzati választás során felmerült, hogy Katzirz lesz a Fidesz pécsi polgármester-jelöltje, de végül mást indítottak helyette.

## Statisztika

### Mérkőzései a válogatottban
| Magyarország | Magyarország         | Magyarország                    | Magyarország  | Magyarország | Magyarország     | Magyarország       | Magyarország | Magyarország |
| #            | Dátum                | Helyszín                        | Hazai         | Eredmény     | Vendég           | Kiírás             | Gólok        | Esemény      |
| ------------ | -------------------- | ------------------------------- | ------------- | ------------ | ---------------- | ------------------ | ------------ | ------------ |
| 1.           | 1978. október 11.    | Budapest, Népstadion            | Magyarország  | 2 – 0        | Szovjetunió      | Eb-selejtező       | -            |              |
| 2.           | 1978. október 29.    | Szaloniki, Kaftanzogliu-stadion | Görögország   | 4 – 1        | Magyarország     | Eb-selejtező       | -            |              |
| 3.           | 1979. március 28.    | Budapest, Népstadion            | Magyarország  | 3 – 0        | NDK              | barátságos         | -            |              |
| 4.           | 1979. április 4.     | Chorzów, Slask-stadion          | Lengyelország | 1 – 1        | Magyarország     | barátságos         | -            |              |
|              | 1979. április 18.    | Pitești                         | Románia       | 2 – 0        | Magyarország     | olimpiai selejtező | -            |              |
| 5.           | 1979. május 2.       | Budapest, Népstadion            | Magyarország  | 0 – 0        | Görögország      | Eb-selejtező       | -            |              |
| 6.           | 1979. október 26.    | Budapest, Népstadion            | Magyarország  | 0 – 2        | Egyesült Államok | barátságos         | -            |              |
|              | 1979. október 31.    | Wrocław                         | Lengyelország | 1 – 0        | Magyarország     | olimpiai selejtező | -            |              |
|              | 1980. április 13.    | Prága                           | Csehszlovákia | 3 – 2        | Magyarország     | olimpiai selejtező | -            |              |
| 7.           | 1980. április 30.    | Kassa                           | Csehszlovákia | 1 – 0        | Magyarország     | barátságos         | -            |              |
| 8.           | 1980. augusztus 20.  | Budapest, Népstadion            | Magyarország  | 2 – 0        | Svédország       | barátságos         | -            |              |
| 9.           | 1980. augusztus 27.  | Budapest, Népstadion            | Magyarország  | 1 – 4        | Szovjetunió      | barátságos         | -            |              |
| 10.          | 1980. szeptember 24. | Budapest, Népstadion            | Magyarország  | 2 – 2        | Spanyolország    | barátságos         | -            |              |
| 11.          | 1981. április 15.    | Valencia, Luis Casanova-stadion | Spanyolország | 0 – 3        | Magyarország     | barátságos         | -            |              |
| 12.          | 1981. május 13.      | Budapest, Népstadion            | Magyarország  | 1 – 0        | Románia          | vb-selejtező       | -            |              |
| 13.          | 1981. május 20.      | Oslo, Ullevaal Stadion          | Norvégia      | 1 – 2        | Magyarország     | vb-selejtező       | -            |              |
| 14.          | 1981. június 6.      | Budapest, Népstadion            | Magyarország  | 1 – 3        | Anglia           | vb-selejtező       | -            |              |
| 15.          | 1982. április 18.    | Budapest, Népstadion            | Magyarország  | 1 – 2        | Peru             | barátságos         | -            |              |
| 16.          | 1982. szeptember 22. | Győr, Rába ETO Stadion          | Magyarország  | 5 – 0        | Törökország      | barátságos         | -            |              |
| 17.          | 1982. október 6.     | Párizs, Parc des Princes        | Franciaország | 1 – 0        | Magyarország     | barátságos         | -            |              |
| 18.          | 1983. március 27.    | Luxembourg                      | Luxemburg     | 2 – 6        | Magyarország     | Eb-selejtező       | -            |              |
| 19.          | 1983. április 13.    | Coimbra, Municipal-stadion      | Portugália    | 0 – 0        | Magyarország     | barátságos         | -            |              |
| 20.          | 1983. április 17.    | Budapest, Népstadion            | Magyarország  | 6 – 2        | Luxemburg        | Eb-selejtező       | -            |              |
| 21.          | 1983. április 27.    | London, Wembley Stadion         | Anglia        | 2 – 0        | Magyarország     | Eb-selejtező       | -            |              |
| 22.          | 1983. június 1.      | Koppenhága, Idraets Park        | Dánia         | 3 – 1        | Magyarország     | Eb-selejtező       | -            |              |
|              | Összesen             |                                 |               | 22           | mérkőzés         |                    | 0            | gól          |